# Nothobranchius neumanni
Nothobranchius neumanni är en fiskart som först beskrevs av Hilgendorf, 1905.  Nothobranchius neumanni ingår i släktet Nothobranchius och familjen Nothobranchiidae. IUCN kategoriserar arten globalt som livskraftig. Inga underarter finns listade i Catalogue of Life.